# Arve Haugen
Arve Margido Haugen (nascido em 25 de maio de 1943) é um ex-ciclista norueguês. Competiu nos Jogos Olímpicos de Verão de 1972 em Munique, onde terminou na quinta posição nos 100 km contrarrelógio por equipes com a equipe norueguesa, que consistiu de Knut Knudsen, Thorleif Andresen, Magne Orre e Haugen.